# My Life (песня 50 Cent)
«My Life» — песня американского исполнителя 50 Cent. Сингл, спродюсированный Symbolyc One, был выпущен 26 ноября 2012 года, при участии рэпера Eminem и члена группы Maroon 5 Адама Левина.

## О сингле
Не озвучивая названия, 50 Cent объявил о выходе сингла 30 сентября 2012 года на радио Channel 4 FM. Также он заявил, что хочет, чтобы сингл стал успешнее чем его самый успешный сингл «In da Club». 50 Cent также рассказал о выступлении в Дубае с песнями из его последних проектов: The Big 10, The Lost Tape и 5 (Murder by Numbers).
При подтверждении окончательного имени сингла, 50 Cent объявил во время интервью, когда он был в Франции, что трек «My Life» взят у Dr. Dre с его долгожданного альбома Detox.
Премьера видеоклипа состоялась 27 ноября 2012 года на MTV.

## Концертные выступления
50 Cent и Adam Levine исполнили сингл на американском реалити-шоу талантов The Voice 26 ноября 2012 года.

## Список композиций
Цифровая дистрибуция
| №  | Название                                     | Автор(ы)                                                                  | Продюсеры(ы) | Длительность |
| -- | -------------------------------------------- | ------------------------------------------------------------------------- | ------------ | ------------ |
| 1. | «My Life» (при участии Eminem & Adam Levine) | Curtis Jackson, Marshall Mathers, Adam Levine, Larry Griffin, Herb Rooney | Symbolyc One | 3:59         |

CD-сингл
| №  | Название                                                  | Автор(ы)                                                                  | Продюсеры(ы) | Длительность |
| -- | --------------------------------------------------------- | ------------------------------------------------------------------------- | ------------ | ------------ |
| 1. | «My Life» (album version) (при уч. Eminem & Adam Levine)  | Curtis Jackson, Marshall Mathers, Adam Levine, Larry Griffin, Herb Rooney | Symbolyc One | 3:59         |
| 2. | «My Life» (edited version) (при уч. Eminem & Adam Levine) | C. Jackson, M. Mathers, A. Levine, L. Griffin, H. Rooney                  | Symbolyc One | 3:59         |

## Персонал
- Автор — Curtis Jackson, Marshall Mathers, Adam Levine, Larry Griffin, Jr., Herb Rooney
- Продюсер — Symbolyc One

## Чарты и сертификации
| Чарт (2012-13)                             | Пик позиции |
| ------------------------------------------ | ----------- |
| Австралия (ARIA)                           | 28          |
| Австрия (Ö3 Austria Top 40)                | 55          |
| Бельгия/Фландрия (Ultratip Bubbling Under) | 2           |
| Бельгия/Валлония (Ultratip Bubbling Under) | 2           |
| Канада (Billboard Canadian Hot 100)        | 14          |
| Франция (SNEP)                             | 51          |
| Германия (GfK)                             | 52          |
| Ирландия (IRMA)                            | 6           |
| Нидерланды (Single Top 100)                | 89          |
| Новая Зеландия (Recorded Music NZ)         | 33          |
| Швейцария (Schweizer Hitparade)            | 36          |
| Шотландия (OCC Scotland)                   | 2           |
| South Korea (GAON)                         | 4           |
| Великобритания (OCC UK Hip Hop/R&B)        | 2           |
| Великобритания (OCC UK Singles)            | 2           |
| США (Billboard Hot 100)                    | 27          |
| США (Billboard Pop Airplay)                | 39          |
| США (Billboard Hot R&B/Hip-Hop Songs)      | 6           |

| Регион | Сертификация | Продажи |
| --- | ------------ | ------- |
| Австралия (ARIA) | Платиновый   | 70 000^ |
| * Данные о продажах приведены только на основе сертификации. ^ Данные о тиражах приведены только на основе сертификации. |              |         |

## История издания
| Страна   | Дата             | Формат                      | Лейбл                        | Ref    |
| -------- | ---------------- | --------------------------- | ---------------------------- | ------ |
| США      | 26 ноября, 2012  | Цифровая дистрибуция        | Shady, Aftermath, Interscope | [ 25 ] |
| Франция  | 27 ноября, 2012  | Цифровая дистрибуция        | Shady, Aftermath, Interscope | [ 26 ] |
| Германия | 27 ноября, 2012  | Цифровая дистрибуция        | Shady, Aftermath, Interscope | [ 27 ] |
| Италия   | 27 ноября, 2012  | Цифровая дистрибуция        | Shady, Aftermath, Interscope | [ 28 ] |
| Испания  | 27 ноября, 2012  | Цифровая дистрибуция        | Shady, Aftermath, Interscope | [ 29 ] |
| США      | 4 декабря, 2012  | Rhythmic contemporary radio | Shady, Aftermath, Interscope | [ 30 ] |
| США      | 11 декабря, 2012 | Contemporary hit radio      | Shady, Aftermath, Interscope | [ 31 ] |